# Erannis obscurata-fasciata
Erannis obscurata-fasciata är en fjärilsart som beskrevs av Barend J. Lempke 1952. Erannis obscurata-fasciata ingår i släktet Erannis och familjen mätare. Inga underarter finns listade i Catalogue of Life.